# So Why Aren't You Happy?
So Why Aren't You Happy? è un EP del gruppo skate punk Face to Face pubblicato nel 1999 dalla Vagrant Records.

## Tracce
1. Bottle Rockets
2. Questions Still Remain
3. So Long
4. Everyone Hates a Know-it-all(Acoustic version)

## Formazione
- Trever Keith - voce - chitarra
- Chad Yaro - chitarra
- Scott Shiflett - basso
- Pete Parada - batteria